# 異形生命体ファング
 『異形生命体ファング』（Uninvited）は、グレイドン・クラーク監督による1988年のアメリカ映画。 
監督のグレイドン・クラークと主演のジョージ・ケネディ 、 アレックス・コード 、 クルー・ギャラガー 、 トニー・ハドソン 、そしてエリック・ラーソンが制作  。 
映画は主に、犯罪者の大富豪が所有し、乗客と乗組員がミュータント猫によって恐怖にさらされているケイマン諸島に向かう豪華ヨットで繰り広げられる。 

## プロット
遺伝子研究施設では、遺伝的に改変された変異猫が家猫がいる。 飼い猫は捕われの身を逃れ、建物内の数人を殺してからエアダクトを抜ける。 翌日、2人の男性が運転するトラックにジャンプし攻撃して殺害、車をクラッシュさせる。 
一方、億万長者の「ウォールストリート」ウォルター・グラハムと彼の仲間のマイク・ハーベイは、刑事訴追を回避するためにケイマン諸島に豪華ヨットを連れて行く準備をしていた。 彼らに同行するボートのキャプテンであるレイチェルは、ウォルター、ウォルターの友人であるアルバート、そしてスザンヌ、ボブビからボートを買い戻すために働いていた。   

## キャスト
| 役名                 | 俳優               |
| -------------------- | ------------------ |
| マイク・ハーベイ     | ジョージ・ケネディ |
| ウォルター・グラハム | アレックス・コード |
| アルバート           | クルー・ギャラガー |
| レイチェル           | トニ・ハドソン     |
| マーティン           | エリック・ラーソン |

## ホームメディア
Unstarvitedは、New Star VideoによってVHSでリリースされた。  ヨーロッパでは、VHSでKiller Catというタイトルでリリースされた。  この映画は、 Image EntertainmentによるLaserDiscのリリースも。 
2009年に、 UninvitedはLiberation Entertainmentによって1984年の映画Mutantとの二重機能としてDVDでリリース。 
2019年1月29日に、 Uninvitedは4Kでリマスターされ、 Vinegar SyndromeによってDVDとBlu-rayでリリース。   